# U–538
Az U–538 tengeralattjárót a német haditengerészet rendelte a hamburgi Deutsche Werft AG-től 1941. április 10-én. A hajót 1943. február 10-én állították szolgálatba. Egy harci küldetése volt, hajót nem süllyesztett el.

## Pályafutása
Az U–538 1943. október 24-én futott ki egyetlen járőrútjára Johann-Egbert Gossler kapitány irányításával. A hajó az Atlanti-óceán északi részén haladt, amikor november 21-én a spanyolországi Finisterre-foktól északnyugatra egy brit fregatt, a HMS Foley és egy szintén brit szlúp, a HMS Crane mélységi bombákkal megtámadta, és elsüllyesztette. A legénység valamennyi tagja, 55 tengerész meghalt.

## Kapitány
| Név                   | Kezdőnap          | Zárónap            |
| --------------------- | ----------------- | ------------------ |
| Johann-Egbert Gossler | 1943. február 10. | 1943. november 21. |

## Őrjárat
| Indulás | Indulónap         | Érkezés | Zárónap            |
| ------- | ----------------- | ------- | ------------------ |
| Kiel    | 1943. október 24. | *       | 1943. november 21. |

* A tengeralattjáró nem érte el úti célját, elsüllyesztették